# Zamek w Kułakowcach
Zamek w Kułakowcach – wybudowany w XVII w. nad brzegiem Seretu. Do XXI w. z zamku pozostały tylko fragmenty. 